# Gymnoclytia paulista
Gymnoclytia paulista là một loài ruồi trong họ Tachinidae.